# Luca Raggio
Luca Raggio (Chiavari, 26 marzo 1995) è un ex ciclista su strada italiano, professionista dal 2018 al 2020.

## Carriera
Nato nel 1995 a Chiavari, in provincia di Genova, tra gli Juniores gareggia con l'U.C. Casano ASD di Luni. Passa alla categoria Under-23 a inizio 2014 con la Overall Cycling Team di Novi Ligure, e nel 2016 si trasferisce alla Viris Maserati-Sisal Matchpoint di Vigevano; al quarto anno nella categoria, nel 2017, vince tra le altre il Giro della Provincia di Biella e il Trofeo Matteotti - Marcialla.
Nel 2018, a 23 anni, passa professionista con la Wilier Triestina-Selle Italia di Angelo Citracca, con la quale aveva corso da stagista per alcuni mesi nell'annata precedente. Nella sua prima stagione partecipa al Giro di Lombardia, ritirandosi, mentre l'anno successivo, con la squadra diventata Neri Sottoli, prende parte alla Milano-Sanremo, arrivando 163º, e si piazza secondo al Tour of Taiyuan in Cina.
Nel 2020 passa alla D'Amico UM Tools, squadra del circuito Continental diretta da Massimo Codol; conclude l'attività agonistica a fine stagione, senza aver colto vittorie in gare internazionali UCI.

## Palmarès
- 2017 (Viris Maserati, tre vittorie)[4]

Giro della Provincia di Biella
Trofeo Matteotti - Marcialla
Coppa Comune di Castelfranco Piandiscò

## Piazzamenti

### Classiche monumento
- Milano-Sanremo

2019: 163º
- Giro di Lombardia

2018: ritirato